# 植劇場—花甲男孩轉大人
《花甲男孩轉大人》，2017年臺灣電視劇，《植劇場》第七部作品，為原著改編系列的第一部劇集。故事以臺灣鄉下望族鄭家的老夫人瀕臨逝世為背景，描述由盧廣仲飾演的鄭家長孫鄭花甲的自我成長，以及家族成員間爭奪祖產，最後前嫌盡釋的過程。全劇由盧廣仲、蔡振南、王彩樺、謝盈萱、林意箴、江常輝、嚴正嵐、劉冠廷、曲獻平、江宜蓉、范足妹領銜主演。在2016年11月15日開拍，2017年2月殺青。台視主頻於5月26日首播，7月7日播出最終集，共7集。而該劇的未刪減版《花甲男孩轉大人 全》於8月25日起在台視主頻首播，10月27日播出最終集，共10集。同月宣布將拍攝續集電影《花甲大人轉男孩》，於10月23日開拍，12月6日殺青，並在2018年2月9日於臺灣上映。
《花甲男孩轉大人》創下《植劇場》最高收視4.16，全劇平均收視2.46，為《植劇場》全劇平均收視最高者。在2018年，該劇和另外二部作品一起獲得東京國際戲劇節的海外作品特別賞，同年，飾演男主角的盧廣仲憑該角色獲得第53屆金鐘獎戲劇節目男主角獎和新進演員獎，是首位在同屆金鐘獎獲得這兩個獎項的演員，而飾演男配角的劉冠廷也贏得了戲劇節目男配角獎。此外，該劇還贏得了該屆金鐘獎的戲劇節目獎，並入圍戲劇節目導演獎、編劇獎、女主角獎、男配角獎、女配角獎和攝影獎。該劇的主題曲〈魚仔〉贏得第29屆金曲獎的年度歌曲獎和最佳作曲人獎。

## 製作

### 原作與主題
《花甲男孩轉大人》由臺灣作家楊富閔在22歲時創作的首部小說作品《花甲男孩》改編，《花甲男孩》是一部包含九個故事的短篇小說集，描寫台灣傳統式的人倫，並反映出作者故鄉大內鄉逐漸衰敗的過程，在2010年5月出版。2015年底，楊富閔接到《植劇場》監製王小棣的邀請加入編劇團隊，共同將小說整合並改編為電視劇《花甲男孩轉大人》，該劇由瞿友寧和李青蓉共同執導，和《五味八珍的歲月》同屬於原著改編系列。
《花甲男孩轉大人》以繁星鄉望族鄭氏家族的老夫人瀕臨逝世、鄭家兄弟爭奪祖產為背景，描述鄭家成員間複雜的親情以及他們的成長，並透過主角鄭花甲檢視既定的價值觀，探討年輕人對家族親情、性別平權和傳統信仰的反思。因為背景比較沉重，故事也增加了一些童趣的幻想元素。曾經將日本漫畫《淘氣小親親》翻拍成偶像劇《惡作劇之吻》的瞿友寧表示，自己過去向日本、韓國學習，卻很少關心孕育自己的土地，直到王小棣將《花甲男孩》介紹給自己時，才發現這部有別於早期台灣文學的佳作。因為原作是短篇小說，編劇團隊本來想將電視劇設計成讓一兩個角色貫穿全劇的單元劇，但瞿友寧對這種作法感到擔心，因為劇情分散可能導致觀眾流失，因此後來才調整為長篇故事。改編的具體作法是先找出核心人物「鄭花甲」，接著思考原作人物適合擔任他的哪一位親戚，一步步把鄭氏家族建立起來。偕同編劇的原作者楊富閔對於改編抱持開放態度，並提供了一些自己尚未發表的故事點子為編劇團隊面臨的困境解套。全劇最初的故事大綱及人物介紹由楊富閔撰寫，他表示人物介紹是賦予角色血肉的工作，因此他非常喜歡。楊富閔認為兩位導演都很專業，合作的經驗提供了楊富閔過去較少有的思考角度，也讓他重新認識了自己的寫作，而最大的樂趣是能嘗試說故事的新方法，在全劇播畢後，他和編劇團隊中的成員詹傑一起受邀至國立臺灣文學館演講，分享將小說改編為電視劇的經驗。
相較於原作，改編電視劇的標題多了「轉大人」三字，楊富閔認為「花甲男孩」是一個靜態的狀態，而「轉大人」增加了一項動態的目標，能讓整個故事活潑起來。瞿友寧表示，故事中的鄭家男人，都是長不大的男孩，當一個男孩要長成大人時，必須遭逢巨大的挫折，而《花甲男孩轉大人》就是描寫一群男孩面對失敗、互相諒解並重新站起的過程。
瞿友寧認為這齣戲很適合30歲至40歲的台灣人觀看，因為他們出生的年代使他們被宗祠和血緣的脈絡所維繫，他認為鄭家人就是80年代、90年代左右的台灣家族，年輕人到台北打拼，而老人獨守鄉村，有著大家族間的酸甜苦辣。他表示自己想把《花甲男孩》這個文本拍攝成令人感動的故事，並希望觀眾在看完後能更愛自己的家人以及更愛自己；另一名導演李青蓉和楊富閔一樣是台南人，因此對書中描述的情感與鄉土深有共鳴，她透過拍這部戲重新檢視了對家族的情感，並希望看過戲的年輕人能夠更肯定自己，並且試圖去理解家人，站在他們的立場去看待事物。主演之一的蔡振南認為這部戲可以看到真正的人性，並表示自己拍完戲後通常會忘記，但在拍完這部戲後有好幾幕戲中景象仍在腦內揮之不去。

### 演員
《植劇場》的目的之一是為台灣的演藝環境培訓新演員，其系列作品也多是由資深演員搭配新演員。在這部以鄭氏家族為主要角色群的戲劇裡，鄭家的第二代多為資深演員，而第三代是年輕演員。李青蓉認為除了導演以外，有這些資深演員在現場帶領新演員，更能讓新演員親身體會前輩的工作態度。同時也能讓新演員的拚命演出能激起資深演員的對抗意識，達到良性循環。
故事主角鄭花甲是個大學重考三年、延畢兩年的魯蛇，由創作歌手盧廣仲飾演。瞿友寧表示之所以選擇盧廣仲，是因為檯面上演過很多戲的演員缺乏了「純真感」，於是開始思考哪個人選能令人聯想到「純真感」，並因此選擇盧廣仲。盧廣仲表示自己很喜歡故事劇本，並認為自己和花甲有點像，包括都有個很愛他的祖母、念了很多年大學、畢業時對未來感到徬徨，因此他只考慮了一個星期就決定接演。這是盧廣仲首次參與戲劇演出，因此他被安排和其他植劇場演員一起參與表演課，由許傑輝擔任表演設計，在他的指導下了解走位及念台詞的方法。礙於時間限制，前置表演課程只有三次，每次4小時，在第一次課程中，許傑輝發現盧廣仲比較畏縮，只是在旁邊觀察，嚴正嵐也對他的表演能力抱持懷疑，在第二次課程時，許傑輝便要盧廣仲先把「歌手盧廣仲」的部分拿掉，透過盧廣仲的表現方式以及和瞿友寧的討論，找出最適合盧廣仲的表演方式，盧廣仲的前後差異之大，讓嚴正嵐將他形容為「演戲的瘋子」。許傑輝表示，瞿友寧負責的是盧廣仲在螢幕前的形象，而自己要做的就是將盧廣仲的感覺訓練好，才能避免他在拍攝現場被外界影響。盧廣仲表示從小就有想扮演他人的願望，雖然十分緊張，但對能和前輩一起演出感到榮幸，並認為在接受許傑輝的教學後，對表演產生很大的信心。李青蓉表示選擇盧廣仲的好處是他沒有包袱，所以也沒有限制。瞿友寧則指出，到了訓練後半期，盧廣仲會開始提出一些與眾不同的新元素，這使他認為選盧廣仲演出是沒有問題的。
為了營造鄭花甲的魯蛇形象，盧廣仲在劇中刻意駝背走路，讓整個人看起來沒有自信。他也在劇中獻出螢幕初吻，並認為與女主角的感情戲有很高的難度，而最大的挑戰是背台詞，因此特別苦心練習，並在下戲後和其他演員一起討論當天的缺失。因劇組常熬夜拍戲，自稱作息像農夫、習慣早睡早起的盧廣仲偶爾會在拍片過程中睡著，因此他破例藉著吃檳榔提神。不過無論幾點收工，他隔天早上六點一定會起床去吃早餐。盧廣仲認為飾演鄭花甲不像是在演另一個角色，而是把過去的自己攤在鏡頭前，並形容鄭花甲就是「沒有變成歌手而且留中分頭的盧廣仲」，並認為演出經歷帶給自己不少創作靈感。除了飾演鄭花甲，盧廣仲也化老妝、戴假髮，飾演花甲的祖父鄭爽。
嚴正嵐飾演女主角方瑋琪，該角色並不存在於原著中。為了飾演中性的方瑋琪，嚴正嵐剪短髮、穿束胸、穿著哥哥的衣物出門，藉此模擬男性打扮和心態，她還觀看電影《醉·生夢死》裡李鴻其飾演的主角來練習罵髒話。在正式演出時，還會刻意化妝成更男性化的樣子，這使得一些女同志戲迷鼓勵她出櫃，甚至導致在嚴正嵐接演其他戲劇時，因為行為太男性化而被其他導演責罵。
江宜蓉飾演鄭花甲的青梅竹馬李雅婷，李雅婷是一個著迷於靈異現象、在理髮廳工作的少女，和方瑋琪是情敵，她喜歡藍色，所以髮色、服裝和配件都以藍色為基調。這是江宜蓉截至當時為止飾演過篇幅最重的角色，也是她第一次長時間在外地拍戲，因此對角色的投入程度也比過去高得多。因為先前在《植劇場－戀愛沙塵暴》飾演敏霓時並沒有得到很好的評價，讓江宜蓉在飾演李雅婷的準備階段時沒有自信，經過兩位導演鼓勵後，她才認為自己足以勝任，她認為雅婷和自己有點相似，同樣都少根筋且常出糗。為了詮釋角色，江宜蓉找了龍劭華、蔡振南等共同參演的前輩的台語歌曲專輯反覆地聽，此舉除了有助於練習台語，更是為了要習慣他們的說話口氣。她還強迫自己去看恐怖電影、學習洗頭技巧以及牽亡歌陣，並在半夜到喪家觀摩專業舞者如何進行牽亡魂儀式，同時觀察那些舞者的價值觀及對話，江宜蓉認為那些舞者就是現實世界中的雅婷。在實際演出時，雅婷並沒有經常說台語，因為依據江宜蓉的設定，雅婷是一個嚮往都市生活的女生，因此面對從台北回來的花甲，她會刻意不說台語，只有花甲先用台語，雅婷才會以台語回話，以掩飾自卑的情緒。因為江宜蓉並非表演科班出身，盧廣仲偶爾會以音樂為例，指點她應該注意說話的抑揚頓挫，但因為江宜蓉的音樂也不太好，所以不見得能聽懂。她很感謝自己能遇到這個劇組，並表示李雅婷這個角色是團隊和自己一起塑造的。
蔡振南飾演鄭花甲的父親、鄭家長男鄭光輝，和盧廣仲有大量對手戲，盧廣仲認為蔡振南有能力隨時把自己帶入角色狀態。由於原著的重心是祖孫之情，對鄭光輝並沒有多加著墨，在改編電視劇裡，鄭光輝是廟裡的乩童，有一場接受九天玄女附身的情節。瞿友寧認為女性神明降駕在男性乩童上較有趣味，才會如此安排。在拍攝附身情節時，蔡振南為了避免褻瀆神明，先向神明擲筊，得到三次聖筊後才放心拍攝。他在劇中穿女性神明服裝並學女聲，念的七字句並沒有典故，純屬臨場胡謅。王彩樺飾演花甲的母親林靜雲。王彩樺認為，瞿友寧可能是在過去合作的電影中看到了自己的另一面，她在劇中刻意化黑妝、黑眼圈和老人斑，以呈現被家暴並離婚後的苦情模樣，王彩樺表示自己過去的戲路比較誇張，而這次飾演的角色較為內斂，內心戲比較多，她表示這甚至比以前演女主角時還緊張。另外王彩樺也為首次和欣賞已久的蔡振南合作感到幸運，雖然兩人合作的部分只有一場，但觀摩蔡振南的演技也讓她受益甚多。
范足妹飾演鄭氏家族的老夫人鄭劉春一，在地方上名聲顯赫，人稱「一姐」。范足妹在演出時高齡82歲，在拍攝一姐瀕臨逝世的場景時，范足妹都是親身躺在水床、棺材或冰櫃，被問到是否會對此感到忌諱，范足妹表示「我沒有躺，戲就不能拍啦」，並不感到介意。盧廣仲表示在與她對戲時，投射了許多對自己已逝世的親祖母的情感，而范足妹也表示盧廣仲就像自己的孫子。阮安妮飾演一姐的越南籍幫傭阿春，她並非飾演阿春的第一人選，是因原定的演員要結婚才接下此劇，阮安妮過去是馬戲團和歌仔戲團的成員，這是她首次參與電視劇演出。林意箴飾演花甲的姐姐鄭花慧，而江常輝飾演他的罹癌男友，兩人在開拍前特地安排旅行，藉此培養默契，在他們分享旅途中拍攝的合照時，不少觀眾都因為兩人互動十分親暱，誤以為他們是真正的情侶。江常輝還為戲剃髮，演出因化學療法而落髮的罹病狀態。江宜蓉表示，如果可以重新選擇要飾演的角色，自己最想飾演的是個性叛逆的花慧，因為那樣的形象與自己有很大的差異。
龍劭華飾演鄭家次男鄭光煌，是個性強硬的宮廟主委。瞿友寧認為龍劭華的氣場很適合這個角色，便邀他參演，但龍劭華表示自己過去也演過不少溫柔的角色。盧廣仲十分佩服龍劭華對戲時不看劇本也不會忘詞、甚至可以記住其他演員台詞的功力，但龍劭華認為自己只是比較認真，會準備完才上工。
曲獻平飾演鄭光煌的次子鄭花亮，是有著高薪工作和美麗未婚妻的「人生勝利組」，葉辰莛則飾演他的未婚妻宋姿萱，他們在劇中的婚禮與家中長者瀕臨逝世的悲傷氣氛相互映襯。曲獻平提到自己接下花亮一角的過程，是他在旁聽劇組開會後，瞿友寧不由分說，指揮他打掃整間公司，並在結束後問他「有沒有感覺莫名的壓力？花亮就是生活在壓力底下的男人」，曲獻平這才知道自己是花亮的人選。瞿友寧表示花亮背負了全家族甚至全村的希望，正是如此巨大的壓力，才逼得他以打色情電話作為宣洩壓力的方式。
劉冠廷飾演鄭光煌的長子鄭花明，他是個嚼檳榔的台客，也是個年輕的單親父親，因為喜歡雅婷而時常打斷她與花甲相處。這是劉冠廷截至當時為止飾演過最大、最完整的角色，而且是一個說台語的角色，所以他非常開心，原因之一是他認為台語在台灣電視劇裡的地位向來較低，因此能在戲中說台語，讓他感覺很好，原因之二是講台語能讓他的祖父母看懂他的演出，他會在片場透過聽流氓阿德、伍佰等歌手的台語歌來想像花明的感覺。劉冠廷表示自己周遭就有像花明一樣類型的人，因此很有自信可以將角色詮釋得很好，他認為台客內心有一塊柔軟脆弱的地方，是很少被社會大眾看見的，如果能將那個部分表現出來，就能改變台客的形象，他還以自己的一個遠親為例，他形容那個會吃檳榔的遠親成天無所事事，某天不知為何就自殺了，劉冠廷認為這和那位遠親心中柔軟脆弱的地方有關，可能是認為自己沒有符合社會或家人的期待。為了詮釋角色，不嚼檳榔的劉冠廷特別為戲吃檳榔，在牙齒上塗齒垢膠，並在說話時刻意以嘴唇遮掩牙齒，以詮釋嚼檳榔者對自己受損牙齒的自卑。他甚至紀錄了每場戲的嘴唇顏色，以免唇色不連戲。劉冠廷表示瞿友寧會用一些簡單的日常對話逼出演員的情緒，對演出哭戲有很大助益。
林杰叡飾演鄭花明的兒子鄭耀洋，劉冠廷認為與小孩對戲很困難，因為和小孩熟了之後，他就會頑皮。有次為了讓林杰叡乖乖聽話，劉冠廷和曲獻平展示身上的舊傷，謊稱那是因為不聽導演的話、被導演打傷的，林杰叡立刻被嚇到並對導演十分敬畏。
康康飾演鄭家三男鄭光仁，因為康康另有宣傳迷你專輯的行程，他的拍攝期僅有十天，他認為鄭光仁是一個討人厭的角色，但也有可愛之處。康康對劇中情節印象最深的橋段，是看龍劭華和柯叔元飾演的角色互毆，他在那場戲裡原本是要表現出鄙視的情緒，但受到柯叔元的演出影響，他的情緒變得忍不住想掉淚。柯叔元飾演無法走出喪子之痛的鄭家四子鄭光昇，瞿友寧認為他適合演出頹廢型的帥哥，因此該角色非他不可，而柯叔元也因為劇本很好，決定接演。盧廣仲認為柯叔元有很強的感染力，光是看著他、與他對話就令人想哭。林益成飾演鄭光昇的兒子鄭花詢，他在故事開始前就已意外身亡，成為鄭光昇心中揮之不去的傷痛，鄭花詢在劇中登場的次數極少，但楊富閔表示該角色經常牽動自己的情緒。海裕芬飾演鄭家么女鄭光好，是鄭花甲的姑姑。她表示對自己能演出該角色不敢置信，但瞿友寧始終給她肯定，並表示她很符合「姑姑」的形象。
謝盈萱飾演檳榔西施史黛西，她是鄭光輝的紅粉知己。謝盈萱表示自己的台語並不好，因此她向好友莊凱勛請益，她的劇本上也充滿許多注音和羅馬拼音註記，因為當時莊凱勛比較忙碌，所以兩人是以通訊軟體逐字逐句教學，蔡振南認為她在劇中的台語口條很順暢，佩服她的努力。另外，史黛西是劉冠廷最喜歡的角色。
除了正式的演員，時任彰化縣政府文化局局長陳文彬在劇中客串黨部主委，原作者楊富閔和導演瞿友寧也在劇中軋上一角，楊富閔飾演花甲的中學同學，他表示能進入自己筆下的世界是很奧妙的事，尤其當他筆下的校車「繁星五號」出現在自己面前時，更是不敢置信。瞿友寧在劇中客串鄭花甲學長的父親，與盧廣仲、蔡振南有互罵戲碼，瞿友寧表示之所以如此安排，是希望訓練盧廣仲，為他接下來要演出的重頭戲做準備。

### 拍攝

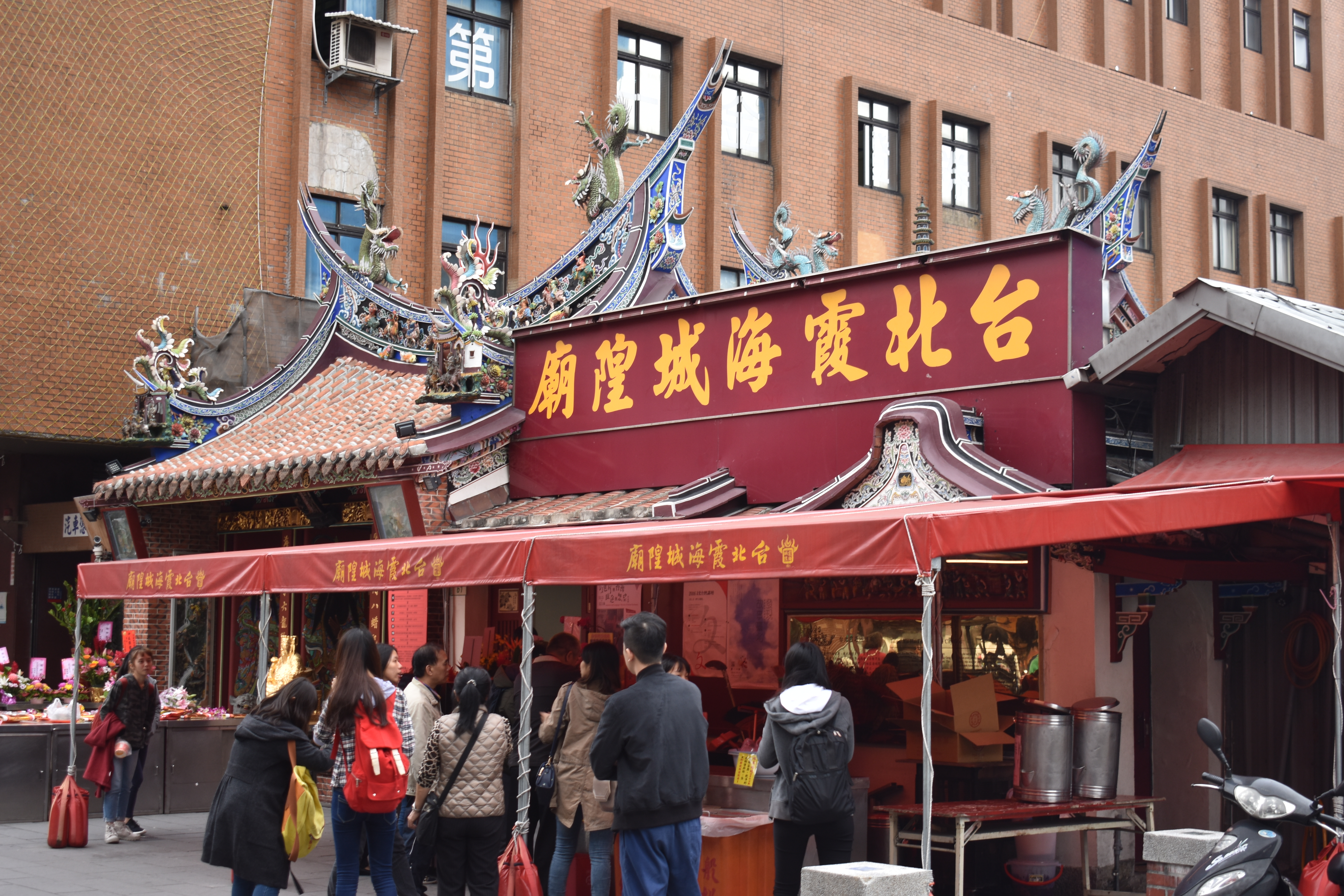
劇組於2016年11月15日在台北大稻埕霞海城隍廟舉行開鏡儀式。

劇組於2016年11月15日在台北大稻埕霞海城隍廟舉行開鏡儀式，原本由瞿友寧擔任主祭，但瞿友寧認為盧廣仲更為適合，便由盧廣仲擔任並祈求城隍爺讓戲劇拍攝順利、收視長紅。全劇約八成在台中取景，故事背景繁星鄉是在大肚區瑞井社區取景，也在龍井區的東海藝術街商圈、靜宜大學、大肚山公墓、大甲區、梧棲區、大雅區、西屯區、烏日區和沙鹿區拍攝，此外也在台北市大安區和萬華區取景，拍攝鄭花甲北上就學期間的情節。出身台中的瞿友寧認為台中兼具都市和鄉村景觀，具有良好的拍片條件，盧廣仲也認為自己藉著拍戲重新認識了台中這塊地方。拍戲期間，台中市政府新聞局主任秘書林尚賢帶太陽餅和飲料探班，感謝瞿導演在當地取景。

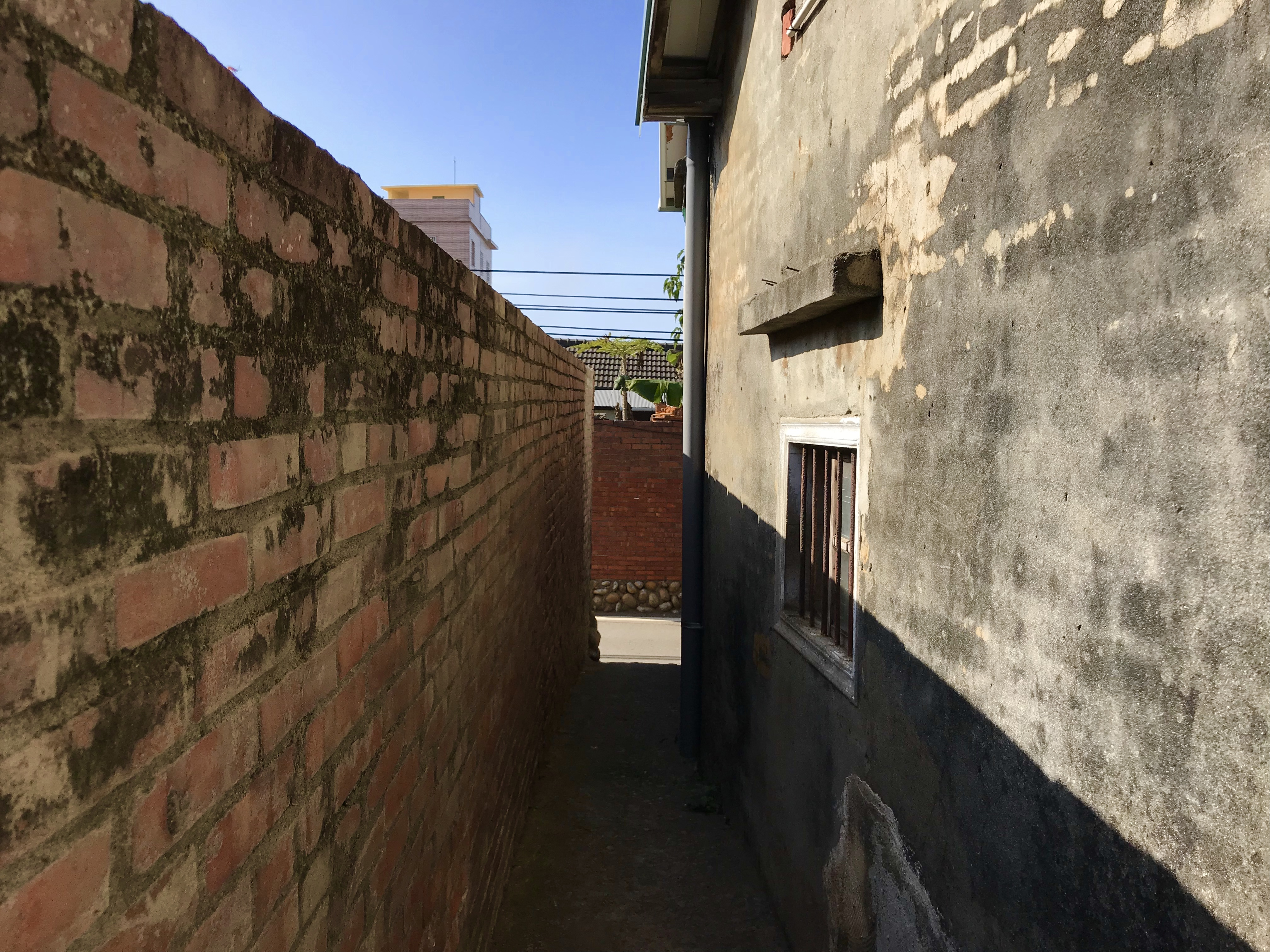
鄭花甲與鄭光輝在片中對罵的小巷。

《花甲男孩轉大人》由瞿友寧和李青蓉共同執導雙導演模式製作，不同於常見的作法，兩名導演並沒有特別的分工，比較像兩個好友各自表達對拍攝結果的觀點，如果對某段情節有感而發就提出意見。江宜蓉認為兩位導演就像是爸爸和媽媽，而且都很懂得怎麼帶新人。因為劇中涉及大量老、病、死情節，並多次在墓園、神明廳或宮廟取景，依照習俗必須發紅包給演員，劇組估計拍攝期間發了約500個紅包，蔡振南開玩笑地表示「每天要做的事就是領紅包」。第二集裡有一段鄭花甲與鄭光輝沿路互罵追打的戲碼，那段一鏡到底、長約三分三十秒鐘的情節裡充滿許多髒話，盧廣仲表示自己為了那場戲，花了兩天時間才把三頁劇本背起來；蔡振南大概只花了20分鐘背台詞，他一開始不認為自己有辦法以一鏡到底的方式演出，因為他一向不死記台詞，而是將劇本吸收後透過自己的方式詮釋，而且一鏡到底的拍法只要有小失誤就必須全部重來，是很累人的做法；瞿友寧則認為只要盧廣仲能演好這三分三十秒，在氣勢上不輸資深的蔡振南，就能讓觀眾知道「盧廣仲會演戲」，他表示最困難的部分是拍攝兩人一前一後穿越窄巷的畫面，因為攝影機可能無法進入，而正式開拍時，僅因為剛好有車子經過才導致一次NG，兩位演員沒有出差錯。盧廣仲表示錄製該段情節的當日是自己人生中罵髒話罵得最多的一天。蔡振南則認為，如果要振興戲劇產業，則一些貼近生活的事物──例如罵髒話和抽菸，應該被允許在電視上播出。
在拍攝盧廣仲與江宜蓉的吻戲時，盧廣仲先是吻自己的手臂做練習，正式上場時有先喝酒和嚼過口香糖，該段情節拍了至少15次；而在拍盧廣仲與嚴正嵐的吻戲時，劇中的兩人是處在爭執中，嚴正嵐表示這是她第一次強吻男性，盧廣仲則因為當時是凌晨四點，感到疲憊不堪。在第四集裡有一場鄭花甲和母親久別重逢的戲碼，是盧廣仲在該劇裡拍攝的第一場哭戲，他表示自己光是看到王彩樺的眼神，眼淚就會不自覺地往下掉。王彩樺認為盧廣仲的演出很自然，瞿友寧則表示只要稍微提點，他就可以哭得很好。第五集裡有一段鄭花甲當姑姑的內應，讓她從與多位不滿意的相親對象的對話中解套的情節，導演找來十位客串演員飾演相親對象，海裕芬在劇中是以咳嗽方式暗示相親對象的好壞，在拍完戲後，海裕芬表示自己咳到嗓子都啞了。

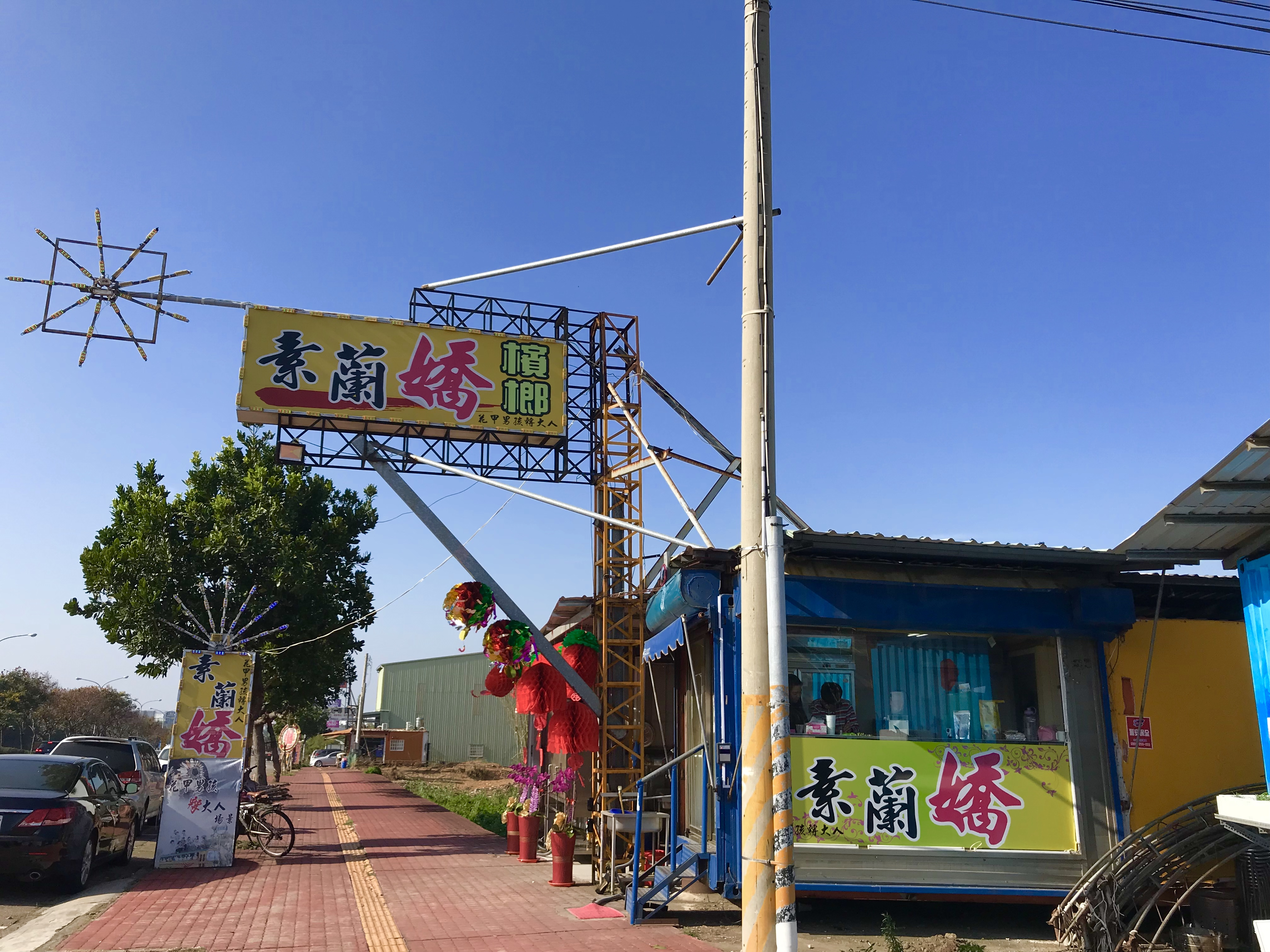
場景之一的素蘭嬌檳榔攤。

在第六集中，有一段酒醉的鄭光輝撫摸史黛西的胸部的情節，謝盈萱過去沒有演過類似的戲碼，而且蔡振南是她從小在電視上看到大的對象，所以感到很緊張，蔡振南在拍戲當下也非常緊張，後來是謝盈萱向他保證自己做了防護措施，他才破戒喝了已經戒掉20年的酒並進行演出。在拍攝這一幕時，幾乎所有演員都到場觀看，盧廣仲更是拿板凳坐在正對面觀看。而在該集裡，鄭花甲、李雅婷和鄭花明之間的三角關係產生變化，在一段花明與雅婷的吵架戲碼裡，也是採一鏡到底方式拍攝，是在拍完蔡振南與盧廣仲的一鏡到底吵架戲後臨時加上的，時長約兩分鐘，而這也是江宜蓉在演出中感到最困難的部分。因為這與她平常生氣時表現的生悶氣不同，是要表現具有攻擊性的、外放式的生氣，因此拍了一整天都達不到導演的要求，在重拍前，她花了半天時間培養情緒，後來聽了盧廣仲的建議「對自己生氣」，結果終於奏效，下戲後還哭了十多分鐘，並趕緊為下一場戲所需的開心情緒補妝、冰敷、轉換心情。而在一場花明與花甲爭執的拍攝中，劉冠廷因為一整天保持在情緒緊繃的狀態下，感到頭暈想吐。他表示當天臨時得知要拍那場衝突戲後就開始培養情緒，但在正式開拍前越來越緊張，光是登場就拍了三次。
在最後一集裡有一場重頭戲，是花甲在葬禮上念祭文弔念祖母的情節，盧廣仲認為這是該集裡難度最高的演出（雖然這並非自然的情節，因為台灣並沒有親友誦讀悼念文的習俗，如果真有悼念文也鮮少由親人誦讀，以免至親的家人情緒激動而中斷）。祭文長約800字，實際演出長度約七分鐘。祭文由楊富閔操刀，盧廣仲花了一個禮拜才記起來。在開錄前，盧廣仲透過思念自己已經逝世的祖母、或聽祖母經常哼唱的《安平追想曲》來醞釀情緒，他也藉著拍這場戲與自己的祖母道別。龍劭華表示這與他的準備方式相同，但他聽的是江蕙的《相思雨》。該場戲總共拍三次，每次都是一鏡到底，在第一次拍攝時，就已讓在場演員和劇組人員很感動，瞿友寧希望盧廣仲再把情緒深化，於是便再拍了一次。在拍完後，幾位演員都上前擁抱並誇讚他，蔡振南更表示自己要向他學習。在那場戲裡，飾演阿春的阮安妮因為女兒必須動手術而缺席，她的告別戲是另外拍攝的。有一場光煌與花明的爭執戲碼，劉冠廷在演了兩、三次後還是達不到導演要求，為了激發劉冠廷的潛力，龍劭華在導演的安排下用激將法貶低他，讓劉冠廷非常羞愧，卻也因此達到導演想要的情緒。瞿友寧自知那些話會很傷人，並表示自己騙完他後感到難過。在故事結尾有一場花甲與阿瑋擁吻的鏡頭，因為盧廣仲在那場戲裡是一邊對話、一邊吃番薯，所以嚴正嵐表示在接吻時，盧廣仲的嘴裡都是番薯的味道。
在經過兩、三個月的主體拍攝後，劇組在2017年1月殺青，並在2月於台菜餐廳舉辦殺青酒會，為劇繪製宣傳畫的插畫家馬克，以及該劇的出品人、長期支持台灣創作的童子賢也出席酒會，童子賢還贈送禮金犒賞劇組。
2017年1月，鏡週刊製作了以台灣電視環境為主題的報導，引用網友在Facebook的指控，指出《植劇場》是血汗工廠，而以慢拍聞名的瞿友寧也引起工作人員不滿。瞿友寧澄清自己很重視工作人員權益，並譴責對自己不滿的人應該來找自己溝通或離職，而非躲起來發表怨言。

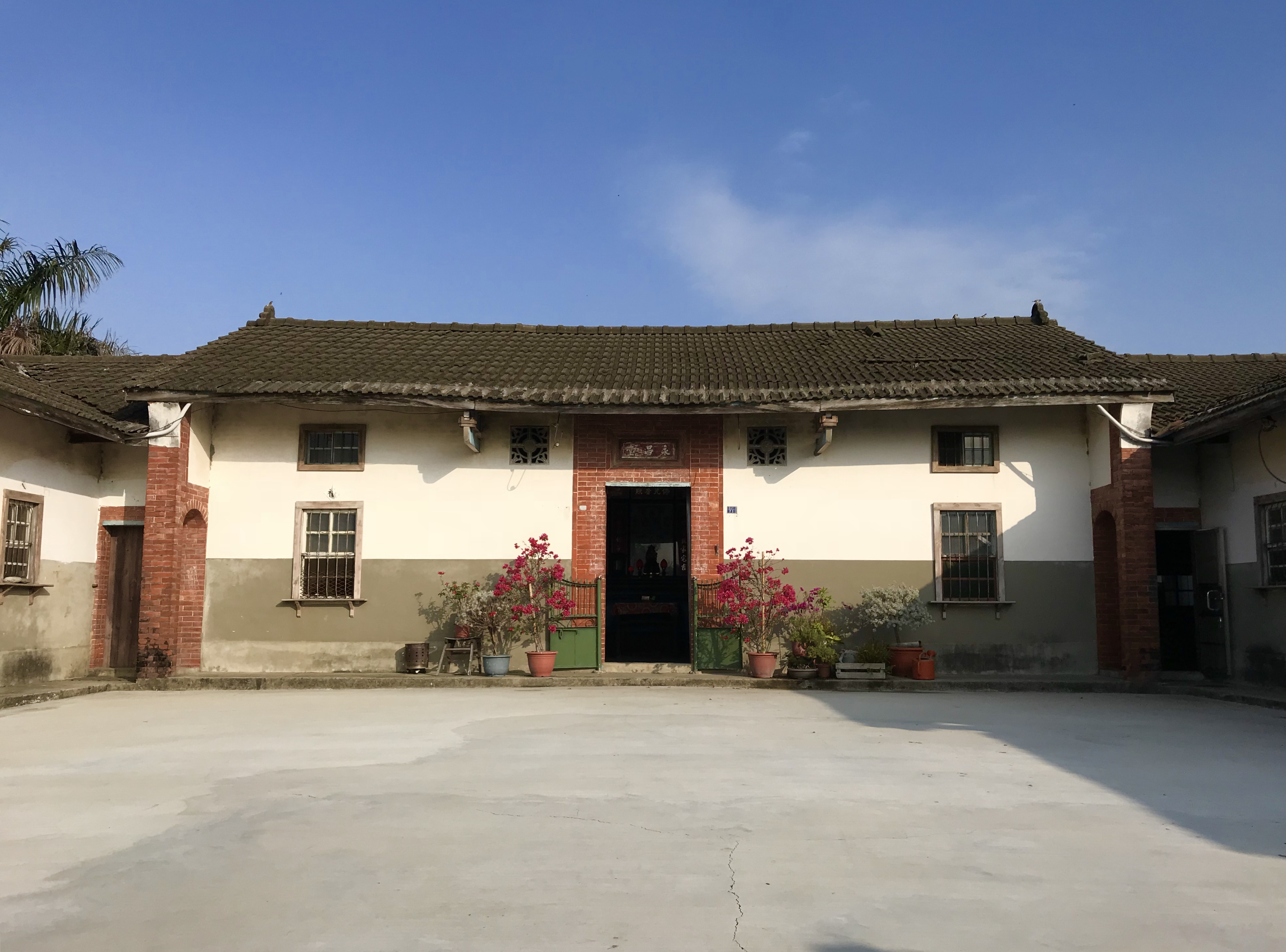
場景之一的古厝。

### 音樂
除了飾演男主角，盧廣仲亦負責全劇的音樂創作及演唱。盧廣仲談到主題曲〈魚仔〉的創作理念，表示「我們就是一群魚仔，在宇宙游來游去，有時候很需要一個同伴，一起去尋找生命中有意義的事情」。除了瞿友寧事先聽過，〈魚仔〉是到了正式拍攝時，盧廣仲才第一次唱給大家聽。瞿友寧表示在場的工作人員聽過後都忍不住掉淚，嚴正嵐也表示自己在那場戲裡，聽完歌後哭哭啼啼。〈魚仔〉的MV也由瞿友寧執導，上線四天後有超過70萬次觀看，數日後達到近兩百萬，盧廣仲表示會考慮發行台語專輯。
2017年7月，專輯《魚仔》由添翼創越工作室正式發行，收錄《花甲男孩轉大人》的主題曲〈魚仔〉和片尾曲〈明仔載〉。之後〈魚仔〉擊敗佔據KKBOX榜首的〈漂向北方〉，還入圍了第29屆金曲獎的四個獎項，分別是年度歌曲獎、最佳作曲人獎、最佳作詞人獎和最佳單曲製作人獎，最終贏得年度歌曲獎和最佳作曲人獎。而《花甲男孩轉大人 盧廣仲全創作原聲帶》收錄了盧廣仲為該劇創作的配樂，也收錄了一些舊曲。其中〈素蘭嬌檳榔攤〉、〈阿嬤的願望〉等曲名都取自劇中情節，原聲帶的實體版在2017年9月由添翼創越工作室發行。

## 角色演員關係圖
|  |  |                 |                 |                 |                 |                 |                 |  |  |                 |                 |                 |                 |                 |                 |  |  |                 |                 |                 |                 |                 |                 |  |  |                 |                 |                 |                 |                 |                 | 鄭爽 盧廣仲飾 | 鄭爽 盧廣仲飾 | 鄭爽 盧廣仲飾   | 鄭爽 盧廣仲飾   | 鄭爽 盧廣仲飾   | 鄭爽 盧廣仲飾   |                 |                 |               |               |                 |                 | 鄭劉春一 范足妹飾 | 鄭劉春一 范足妹飾 | 鄭劉春一 范足妹飾 | 鄭劉春一 范足妹飾 | 鄭劉春一 范足妹飾 | 鄭劉春一 范足妹飾 |                   |                   |  |  |                 |                 |                 |                 |                 |                 |                 |                 |                 |                 |                 |                 |                 |                 |  |  |                 |                 |                 |                 |                 |                 |  |  |  |  |  |  |  |  |  |  |  |  |  |  |  |  |
|  |  |                 |                 |                 |                 |                 |                 |  |  |                 |                 |                 |                 |                 |                 |  |  |                 |                 |                 |                 |                 |                 |  |  |                 |                 |                 |                 |                 |                 | 鄭爽 盧廣仲飾 | 鄭爽 盧廣仲飾 | 鄭爽 盧廣仲飾   | 鄭爽 盧廣仲飾   | 鄭爽 盧廣仲飾   | 鄭爽 盧廣仲飾   |                 |                 |               |               |                 |                 | 鄭劉春一 范足妹飾 | 鄭劉春一 范足妹飾 | 鄭劉春一 范足妹飾 | 鄭劉春一 范足妹飾 | 鄭劉春一 范足妹飾 | 鄭劉春一 范足妹飾 |                   |                   |  |  |                 |                 |                 |                 |                 |                 |                 |                 |                 |                 |                 |                 |                 |                 |  |  |                 |                 |                 |                 |                 |                 |  |  |  |  |  |  |  |  |  |  |  |  |  |  |  |  |
|  |  |                 |                 |                 |                 |                 |                 |  |  |                 |                 |                 |                 |                 |                 |  |  |                 |                 |                 |                 |                 |                 |  |  |                 |                 |                 |                 |                 |                 |               |               |                 |                 |                 |                 |                 |                 |               |               |                 |                 |                   |                   |                   |                   |                   |                   |                   |                   |  |  |                 |                 |                 |                 |                 |                 |                 |                 |                 |                 |                 |                 |                 |                 |  |  |                 |                 |                 |                 |                 |                 |  |  |  |  |  |  |  |  |  |  |  |  |  |  |  |  |
|  |  |                 |                 |                 |                 |                 |                 |  |  |                 |                 |                 |                 |                 |                 |  |  |                 |                 |                 |                 |                 |                 |  |  |                 |                 |                 |                 |                 |                 |               |               |                 |                 |                 |                 |                 |                 |               |               |                 |                 |                   |                   |                   |                   |                   |                   |                   |                   |  |  |                 |                 |                 |                 |                 |                 |                 |                 |                 |                 |                 |                 |                 |                 |  |  |                 |                 |                 |                 |                 |                 |  |  |  |  |  |  |  |  |  |  |  |  |  |  |  |  |
|  |  | 林靜雲 王彩樺飾 | 林靜雲 王彩樺飾 | 林靜雲 王彩樺飾 | 林靜雲 王彩樺飾 | 林靜雲 王彩樺飾 | 林靜雲 王彩樺飾 |  |  | 鄭光輝 蔡振南飾 | 鄭光輝 蔡振南飾 | 鄭光輝 蔡振南飾 | 鄭光輝 蔡振南飾 | 鄭光輝 蔡振南飾 | 鄭光輝 蔡振南飾 |  |  | 鄭光煌 龍劭華飾 | 鄭光煌 龍劭華飾 | 鄭光煌 龍劭華飾 | 鄭光煌 龍劭華飾 | 鄭光煌 龍劭華飾 | 鄭光煌 龍劭華飾 |  |  | 郭盈秀 今子嫣飾 | 郭盈秀 今子嫣飾 | 郭盈秀 今子嫣飾 | 郭盈秀 今子嫣飾 | 郭盈秀 今子嫣飾 | 郭盈秀 今子嫣飾 |               |               |                 |                 |                 |                 | 鄭光仁 康康飾   | 鄭光仁 康康飾   | 鄭光仁 康康飾 | 鄭光仁 康康飾 | 鄭光仁 康康飾   | 鄭光仁 康康飾   |                   |                   | 阮又水 阮氏翠恆飾 | 阮又水 阮氏翠恆飾 | 阮又水 阮氏翠恆飾 | 阮又水 阮氏翠恆飾 | 阮又水 阮氏翠恆飾 | 阮又水 阮氏翠恆飾 |  |  | 鄭光昇 柯叔元飾 | 鄭光昇 柯叔元飾 | 鄭光昇 柯叔元飾 | 鄭光昇 柯叔元飾 | 鄭光昇 柯叔元飾 | 鄭光昇 柯叔元飾 |                 |                 | 蔡明華 楊瓊華飾 | 蔡明華 楊瓊華飾 | 蔡明華 楊瓊華飾 | 蔡明華 楊瓊華飾 | 蔡明華 楊瓊華飾 | 蔡明華 楊瓊華飾 |  |  | 鄭光好 海裕芬飾 | 鄭光好 海裕芬飾 | 鄭光好 海裕芬飾 | 鄭光好 海裕芬飾 | 鄭光好 海裕芬飾 | 鄭光好 海裕芬飾 |  |  |  |  |  |  |  |  |  |  |  |  |  |  |  |  |
|  |  | 林靜雲 王彩樺飾 | 林靜雲 王彩樺飾 | 林靜雲 王彩樺飾 | 林靜雲 王彩樺飾 | 林靜雲 王彩樺飾 | 林靜雲 王彩樺飾 |  |  | 鄭光輝 蔡振南飾 | 鄭光輝 蔡振南飾 | 鄭光輝 蔡振南飾 | 鄭光輝 蔡振南飾 | 鄭光輝 蔡振南飾 | 鄭光輝 蔡振南飾 |  |  | 鄭光煌 龍劭華飾 | 鄭光煌 龍劭華飾 | 鄭光煌 龍劭華飾 | 鄭光煌 龍劭華飾 | 鄭光煌 龍劭華飾 | 鄭光煌 龍劭華飾 |  |  | 郭盈秀 今子嫣飾 | 郭盈秀 今子嫣飾 | 郭盈秀 今子嫣飾 | 郭盈秀 今子嫣飾 | 郭盈秀 今子嫣飾 | 郭盈秀 今子嫣飾 |               |               |                 |                 |                 |                 | 鄭光仁 康康飾   | 鄭光仁 康康飾   | 鄭光仁 康康飾 | 鄭光仁 康康飾 | 鄭光仁 康康飾   | 鄭光仁 康康飾   |                   |                   | 阮又水 阮氏翠恆飾 | 阮又水 阮氏翠恆飾 | 阮又水 阮氏翠恆飾 | 阮又水 阮氏翠恆飾 | 阮又水 阮氏翠恆飾 | 阮又水 阮氏翠恆飾 |  |  | 鄭光昇 柯叔元飾 | 鄭光昇 柯叔元飾 | 鄭光昇 柯叔元飾 | 鄭光昇 柯叔元飾 | 鄭光昇 柯叔元飾 | 鄭光昇 柯叔元飾 |                 |                 | 蔡明華 楊瓊華飾 | 蔡明華 楊瓊華飾 | 蔡明華 楊瓊華飾 | 蔡明華 楊瓊華飾 | 蔡明華 楊瓊華飾 | 蔡明華 楊瓊華飾 |  |  | 鄭光好 海裕芬飾 | 鄭光好 海裕芬飾 | 鄭光好 海裕芬飾 | 鄭光好 海裕芬飾 | 鄭光好 海裕芬飾 | 鄭光好 海裕芬飾 |  |  |  |  |  |  |  |  |  |  |  |  |  |  |  |  |
|  |  |                 |                 |                 |                 |                 |                 |  |  |                 |                 |                 |                 |                 |                 |  |  |                 |                 |                 |                 |                 |                 |  |  |                 |                 |                 |                 |                 |                 |               |               |                 |                 |                 |                 |                 |                 |               |               |                 |                 |                   |                   |                   |                   |                   |                   |                   |                   |  |  |                 |                 |                 |                 |                 |                 |                 |                 |                 |                 |                 |                 |                 |                 |  |  |                 |                 |                 |                 |                 |                 |  |  |  |  |  |  |  |  |  |  |  |  |  |  |  |  |
|  |  |                 |                 |                 |                 |                 |                 |  |  |                 |                 |                 |                 |                 |                 |  |  |                 |                 |                 |                 |                 |                 |  |  |                 |                 |                 |                 |                 |                 |               |               |                 |                 |                 |                 |                 |                 |               |               |                 |                 |                   |                   |                   |                   |                   |                   |                   |                   |  |  |                 |                 |                 |                 |                 |                 |                 |                 |                 |                 |                 |                 |                 |                 |  |  |                 |                 |                 |                 |                 |                 |  |  |  |  |  |  |  |  |  |  |  |  |  |  |  |  |
|  |  | 鄭花慧 林意箴飾 | 鄭花慧 林意箴飾 | 鄭花慧 林意箴飾 | 鄭花慧 林意箴飾 | 鄭花慧 林意箴飾 | 鄭花慧 林意箴飾 |  |  | 鄭花甲 盧廣仲飾 | 鄭花甲 盧廣仲飾 | 鄭花甲 盧廣仲飾 | 鄭花甲 盧廣仲飾 | 鄭花甲 盧廣仲飾 | 鄭花甲 盧廣仲飾 |  |  | 鄭花明 劉冠廷飾 | 鄭花明 劉冠廷飾 | 鄭花明 劉冠廷飾 | 鄭花明 劉冠廷飾 | 鄭花明 劉冠廷飾 | 鄭花明 劉冠廷飾 |  |  | 鄭花亮 曲獻平飾 | 鄭花亮 曲獻平飾 | 鄭花亮 曲獻平飾 | 鄭花亮 曲獻平飾 | 鄭花亮 曲獻平飾 | 鄭花亮 曲獻平飾 |               |               | 宋姿萱 葉曉霏飾 | 宋姿萱 葉曉霏飾 | 宋姿萱 葉曉霏飾 | 宋姿萱 葉曉霏飾 | 宋姿萱 葉曉霏飾 | 宋姿萱 葉曉霏飾 |               |               | 鄭花星 張芷羚飾 | 鄭花星 張芷羚飾 | 鄭花星 張芷羚飾   | 鄭花星 張芷羚飾   | 鄭花星 張芷羚飾   | 鄭花星 張芷羚飾   |                   |                   |                   |                   |  |  |                 |                 |                 |                 | 鄭花詢 林益成飾 | 鄭花詢 林益成飾 | 鄭花詢 林益成飾 | 鄭花詢 林益成飾 | 鄭花詢 林益成飾 | 鄭花詢 林益成飾 |                 |                 |                 |                 |  |  |                 |                 |                 |                 |                 |                 |  |  |  |  |  |  |  |  |  |  |  |  |  |  |  |  |
|  |  | 鄭花慧 林意箴飾 | 鄭花慧 林意箴飾 | 鄭花慧 林意箴飾 | 鄭花慧 林意箴飾 | 鄭花慧 林意箴飾 | 鄭花慧 林意箴飾 |  |  | 鄭花甲 盧廣仲飾 | 鄭花甲 盧廣仲飾 | 鄭花甲 盧廣仲飾 | 鄭花甲 盧廣仲飾 | 鄭花甲 盧廣仲飾 | 鄭花甲 盧廣仲飾 |  |  | 鄭花明 劉冠廷飾 | 鄭花明 劉冠廷飾 | 鄭花明 劉冠廷飾 | 鄭花明 劉冠廷飾 | 鄭花明 劉冠廷飾 | 鄭花明 劉冠廷飾 |  |  | 鄭花亮 曲獻平飾 | 鄭花亮 曲獻平飾 | 鄭花亮 曲獻平飾 | 鄭花亮 曲獻平飾 | 鄭花亮 曲獻平飾 | 鄭花亮 曲獻平飾 |               |               | 宋姿萱 葉曉霏飾 | 宋姿萱 葉曉霏飾 | 宋姿萱 葉曉霏飾 | 宋姿萱 葉曉霏飾 | 宋姿萱 葉曉霏飾 | 宋姿萱 葉曉霏飾 |               |               | 鄭花星 張芷羚飾 | 鄭花星 張芷羚飾 | 鄭花星 張芷羚飾   | 鄭花星 張芷羚飾   | 鄭花星 張芷羚飾   | 鄭花星 張芷羚飾   |                   |                   |                   |                   |  |  |                 |                 |                 |                 | 鄭花詢 林益成飾 | 鄭花詢 林益成飾 | 鄭花詢 林益成飾 | 鄭花詢 林益成飾 | 鄭花詢 林益成飾 | 鄭花詢 林益成飾 |                 |                 |                 |                 |  |  |                 |                 |                 |                 |                 |                 |  |  |  |  |  |  |  |  |  |  |  |  |  |  |  |  |
|  |  |                 |                 |                 |                 |                 |                 |  |  |                 |                 |                 |                 |                 |                 |  |  |                 |                 |                 |                 |                 |                 |  |  |                 |                 |                 |                 |                 |                 |               |               |                 |                 |                 |                 |                 |                 |               |               |                 |                 |                   |                   |                   |                   |                   |                   |                   |                   |  |  |                 |                 |                 |                 |                 |                 |                 |                 |                 |                 |                 |                 |                 |                 |  |  |                 |                 |                 |                 |                 |                 |  |  |  |  |  |  |  |  |  |  |  |  |  |  |  |  |
|  |  |                 |                 |                 |                 |                 |                 |  |  |                 |                 |                 |                 |                 |                 |  |  | 鄭耀洋 林叡飾   |                 |                 |                 |                 |                 |  |  |                 |                 |                 |                 |                 |                 |               |               |                 |                 |                 |                 |                 |                 |               |               |                 |                 |                   |                   |                   |                   |                   |                   |                   |                   |  |  |                 |                 |                 |                 |                 |                 |                 |                 |                 |                 |                 |                 |                 |                 |  |  |                 |                 |                 |                 |                 |                 |  |  |  |  |  |  |  |  |  |  |  |  |  |  |  |  |

## 劇情大綱
| 總集數 | 集數 （季） | 標題         | 首播日期      | 收視率 |
| --- | ----------- | ------------ | ------------- | ------ |
| 40 | 1           | 花的篇章之一 | 2017年5月26日 | 1.22   |
| 在台北讀了七年大學的鄭花甲和外表中性的女同學方瑋琪（嚴正嵐飾）是親密的友人，他們同住也一起打工。因為生活處處不如意，花甲自認是魯蛇且對前途感到迷惘。一日，花甲的祖母鄭劉春一（一姐）在外籍幫傭阮素春（阿春，阮安妮飾）的陪同下北上找花甲，她表示過年時要送禮物慶祝他28歲生日。但數日後花甲就接到擔任乩童的父親鄭光輝的電話，他傳來一姐病危的消息，花甲趕忙在阿瑋的陪同下返鄉，一姐被宣告逝世後又迴光返照。在向神明請示後，光輝表示一姐仍有心願未了，眾人開始思考她遺願為何。 鄭家在繁星鄉經營瑞安宮，早年是地方望族，長男光輝對身為長孫卻沒有出息的花甲感到沮喪，而他自己也常被擔任宮廟主委並將競選鄉代表的次男光煌奚落。花甲預計要在生日後繼承父親接下乩童一職，宮裡桌頭的女兒李雅婷（江宜蓉飾）對花甲有好感，因為花甲最近不時看到祖父鄭爽的幻影，雅婷便積極地想要引出他的通靈體質。 鄭家么女光好判斷可能是光輝的前妻林靜雲和離家出走的女兒花慧沒有回來團圓導致的，但靜雲表示除非光輝認錯否則不會回來。 |             |              |               |        |
| 41 | 2           | 甲的篇章之二 | 2017年6月2日  | 1.22   |
| 雅婷想幫花甲開天眼，以點眼藥水、午夜削蘋果等方式幫他，引起喜歡雅婷的光煌長子花明的不滿。又因花甲和阿瑋的關係走得很近，光輝懷疑花甲是同性戀，倆人為此事沿路互罵追打，光輝和花甲打賭看誰能先交到女友，如果能交到就相信他不是同性戀。 鄭家三男光仁和媳婦阿水從越南回來，雖然他聲稱自己事業有成，但他的工廠其實經營不善，急需資金的他讓兄弟之間的爭執更加明顯。光煌次子花亮和他的女友姿萱有了孩子，決定奉子成婚，光煌雖不避諱在一姐彌留期間舉辦婚禮，卻談不攏紅白包該如何收取。 鄭家四男光昇有一個早夭的兒子花詢，他十多年來仍未走出傷痛，並因此辭去教職改當司機，護送繁星鄉的學生。光昇開車載花甲在村里報喪，村民也一個個到鄭家拜訪並表示自己深受一姐照顧。 |             |              |               |        |
| 42 | 3           | 男的篇章之三 | 2017年6月9日  | 1.88   |
| 雅婷藉著吻花甲來嚇他，希望能讓他看到鬼，此時正巧發生地震。地震把屋頂弄出了幾個洞，光煌打算重建祖厝，光昇則認為這些回憶應該被保留。且因一姐的遺產不如預期的多，兄弟再度爭執。 花甲再度看到鄭爽的幻影，放在神明廳內的鄭爽遺照掉了下來，他在到照相館修照片時見到光昇和咖啡廳的店長相談甚歡，便將此事告知光昇的妻子明華，認為他可能已走出喪子之痛。 為了追求雅婷，花明和花甲的對立逐漸明顯。阿瑋見花甲和雅婷兩情相悅，且花甲沒有注意到自己對他的情意，感到自己不被需要，又因為在看顧一姐時與花甲起爭執，一氣之下便吻了花甲，隨後搭車北返。 |             |              |               |        |
| 43 | 4           | 孩的篇章之四 | 2017年6月16日 | 2.62   |
| 花亮背著姿萱與其他女人通電話談情說愛，光輝發現後暗地勸他，但婚姻失敗的光輝反被說了一頓。花甲透過網路找到在婚紗店工作的花慧，他還在花慧家裡見到母親靜雲。之後他回學校觀賞由阿瑋擔任女主角的舞台劇《荼蘼》，在慶功宴結束後，他們搭乘酒醉的戲劇社社長駕的車，被警察攔下後帶回警局。在光輝將花甲帶回後，他表示自己十分擔憂花甲的前途。 宮裡香油錢被偷，眾人懷疑是熟人所為，並將矛頭指向光輝，但光輝先前在花甲的衣服裡找到寫有花慧住址的紙條，早已北上找花慧。他遇到靜雲後悄悄跟在她身後，不知如何啟齒，只偷塞給了她一些錢，他與花慧的談話也以爭執收場。光輝感到自己做人失敗，自甘墮落的樣子連他從事檳榔西施的愛人史黛西（謝盈萱飾）都看不下去。 |             |              |               |        |
| 44 | 5           | 轉的篇章之五 | 2017年6月23日 | 2.86   |
| 花甲把爛醉的光輝帶回家後，光煌無法忍受家中出了內賊，提議分完祖產後兄弟老死不相往來，光仁認為光煌拿了較多的錢，嚷著要對簿公堂，擔任書記官的光好把兩個哥哥帶到法院斥責，表示一姐就是因為兄弟不睦才無法嚥氣。 花慧帶著男友江常輝（江常輝飾）回家看一姐，一姐終於清醒，但她只要阿春陪在身邊。在花亮和姿萱的婚禮籌備期間，花明因為花甲和雅婷要擔任伴郎伴娘而不悅，便找藉口帶雅婷去約會，但花明親吻雅婷的舉動讓她感覺受到侵犯。婚禮當日，阿瑋身穿女裝出席，她的改變讓眾人為之驚艷。在婚禮結束後，眾人發現禮金不見了。 |             |              |               |        |
| 45 | 6           | 大的篇章之六 | 2017年6月30日 | 3.23   |
| 偷走禮金的人是花亮，他不敢坦承自己已經失業，便偷錢偽裝成薪水，而他與其它女性暗通款曲的事也敗露，光煌對他非常失望，而他與姿萱的婚姻也面臨危機。明華因為光昇持續與咖啡店店長（葉星辰飾）來往，且無法走出喪子之痛，向他提出離婚。 花甲、阿瑋和阿春帶著一姐留下生命最後的回憶，之後花甲接下乩童並開始坐禁，坐禁期間，雅婷透露自己過去有一段不好的戀情，因此對熱烈追求自己的花明感到恐懼，花甲安慰她並祝她幸福。 鄭家兄弟分家產時發現過去花甲與花慧為一姐慶生的影片，從中得知她的生日願望，她透露對眾子的煩惱與期望，並希望鄭家大小都能和睦相處，在影片播放完畢後，彌留數星期的一姐與世長辭。 |             |              |               |        |
| 46 | 7           | 人的篇章之七 | 2017年7月7日  | 4.16   |
| 告別式中，花甲含淚念著祭文，表露出對祖母的思念，希望她能夠到有花也有光的極樂世界。在告別式結束後，鄭家兄弟各個悔悟並展開了新的人生：光輝和史黛西開了鹽酥雞店；光煌感嘆自己完全比不上母親，便退出政壇後在家務農；光仁賣掉工廠，開小吃店完成夢想；光昇和妻子離婚，接手咖啡廳擔任老闆；光好則是交了新男友。花亮誠實面對了懦弱的自己，向妻子道歉並與她和好；花明也改變自己，試圖讓雅婷接受自己。在吃年夜飯時，眾人相談甚歡，他們舉杯敬了一姐，感謝她把家人聚在一起。花甲再次看到祖父，他認為祖父不是想來帶走一姐，而是來陪她走最後一段路。 阿瑋向光輝租了房間，並在光昇的店裡打工，而花甲接到兵單後入伍從軍，期間持續與阿瑋通信，也為退伍後做了打算。他決定整修祖厝，開設一個像家的地方，包括共享廚房、旅館等，希望累了的人都可以把這裡當家。 |             |              |               |        |

## 播出
《花甲男孩轉大人》在2017年5月25日於台北私立育達高職的大禮堂舉辦首映會，並從2017年5月26日起，每週五於台視主頻首播，每週六在八大綜合台播出，並於每週五在愛奇藝台灣站上架。台視綜合台2019年10月14日每週一至週五晚間10點播出。為了符合播出長度，故事的部分情節稍有刪減，在電視劇首播時，劇組都會邀請演員直播，在社群網站上營造討論熱度，在播出期間和播畢後，劇組不時會在Facebook粉絲專頁上發布《花甲小日記》和《花甲男孩轉大人之番外篇》系列影片，補充正劇中未說明或未採用的橋段。瞿友寧表示過去不少戲劇以為行銷就是放預告片，但行銷是一項專業，在把行銷交由結果娛樂公司負責後，發展更加順利。
2017年8月1日起，包括《花甲男孩轉大人》在內的所有《植劇場》作品於Netflix上架，在美洲、亞洲、紐澳等地區播放。8月25日起，台視播出了《花甲男孩轉大人》的「一刀未剪版」，原版的內容共7集，每集2小時（含廣告），而一刀未剪版的內容是10集，每集1.5小時（含廣告），除了增補情節，有部分場景經重新剪接編排。為了宣傳一刀未剪版，盧廣仲拍了短片，說明兩個版本的差異。
MyVideo在2022年8月16日上架《植劇場》全系列。

## 迴響

### 評價
瞿友寧過去曾拍攝過《惡作劇之吻》和《我可能不會愛你》等偶像劇，他表示這些作品都未達100分，但《花甲男孩轉大人》有120分，並在劇集上映前表示「這部大家不喜歡，我就去跳海」。雖然瞿友寧一開始十分擔心盧廣仲，甚至起過換角的念頭，但在他漸入佳境後，瞿友寧誇讚他具有與生俱來的、別人無法模仿的喜劇天分，哭戲也很有層次。但是因為盧廣仲太害羞，瞿友寧並不滿意他在感情戲的表現。蔡振南認為盧廣仲聰明且用心，對他讚譽有加。而培訓盧廣仲的許傑輝將盧廣仲形容為沉睡的火山，認為「他是聰明而且用功的演員，跟平常那張憨憨笑笑的臉很不一樣」。儘管如此，也有些觀眾批評盧廣仲的笑臉和哭臉看起來都差不多。
《花甲男孩轉大人》第一集首播平均收視為1.22，打破《植劇場》系列首播收視紀錄，最高收視達1.47，落在鄭花甲解釋鄭劉春一的外號「一姐」的由來，而最高分眾收視達到2.92，區間為45歲至54歲的女性。一些觀眾表示自己在看了鄭花甲與祖母的相處，想起自己與家中長輩的互動，認為他在得知祖母死訊時的反應很自然。其他受到讚揚的環節包括盧廣仲有別以往的中分瀏海造型以及謝盈萱的台語口條。
第二集裡花甲與光輝沿路互罵的情節獲得熱烈好評，蔡振南在6月5日將擷取的影片上傳至自己的Facebook粉絲專頁後，一天之內就有超過400萬次瀏覽，三天內超過500萬次，還讓該Facebook粉絲專頁增加三萬名粉絲，也吸引更多觀眾加入觀劇行列。讚譽包括對盧廣仲的台語能力感到意外、兩人的演出十分自然、不像是在演戲、看完之後感到舒壓，亦有人表示自己因看了該片段而決定觀看整部戲。瞿友寧表示兩人之間的交鋒不相上下，自己也透過那場戲見識到盧廣仲的爆發力。經營活水來冊房的藏書家黃震南誇讚該片段走位流暢、精采絕倫，認為兩人的表演都很傑出，不過也指出盧廣仲在台語上犯的一些錯誤，包括「談戀愛」台語發音不標準，或帶有一些國語的發音習慣。樂評人林勝韋則認為，鄉下人通常有「家醜不外揚」的心態，應該不會做出沿街互罵的行為。他也批評兩人在巷子裡的鏡頭缺乏活潑感和開放感，以及互罵卻沒有引來鄉民圍觀的問題。演員黃健瑋讚揚兩位演員十分厲害，但他認為更厲害的是負責掌鏡的攝影師。觀眾陳柏宇投書媒體，指出該段情節受到矚目的原因並非「一鏡到底」手法或蔡振南，而是盧廣仲流利的台語能力在年輕中之中實在罕見。3C賣場燦坤的廣告戲仿這個片段，廣告中兩位演員為了賣場推出促銷而爭吵。模仿節目《全民大悶鍋》則對該段內容進行戲仿，由錢俞安和吳致任模仿兩人互相爭執，影片上傳至網路上後不到一天就有超過10萬次點擊。
第三集首播的平均收視為1.88，創下同時段最高收視，當中有一段花甲與阿瑋，該段長約一分鐘的情節沒有台詞，只有肢體語言，最後被光輝介入並打斷，因為內容逗趣又引人遐想而受到讚譽。收視最高點是2.19，落在雅婷為光輝洗頭時打了他的頭，卻讓泡沫反濺到自己鼻孔的橋段，蔡振南表示那一段情節實際上是失誤，但因為喜劇效果十足，反而取代了沒有失誤的版本成為正式的情節。為了慶祝該段收視破2，劇組招募粉絲，讓劇中演員江宜蓉、嚴正嵐及葉辰莛為他們洗頭。除此之外，該集受到好評的橋段還有鄭家兄弟為了祖產各懷鬼胎，吵成一團的場景。
第四集首播的平均收視為2.62，而最高收視是3.14，落在鄭花甲去找離家出走的花慧的段落，45歲至54歲女性的分眾收視高達5.08。該集有不少賺人熱淚的場景，包括林靜雲給女兒送雞湯、自己卻省吃儉用的情節，以及鄭光輝跟蹤前妻卻始終說不出道歉的段落，以及結尾時史黛西激勵鄭光輝的場景都受到觀眾好評。第五集首播的平均收視率達到2.86，為該時段的最高收視，在愛奇藝台灣站的戲劇頻道中，該劇的點閱數也接近300萬次。第六集首播的收視率再創新高，平均收視達到3.23，最高收視是3.69，落在鄭光輝與史黛西的親密戲橋段，而在第六集播出後，該劇在愛奇藝台灣站的點閱人次也超過430萬次。第六集裡受到矚目的情節還包括鄭花明和李雅婷一段長約2分鐘的爭吵戲、以及男女主角間的戀情進展，而該集兩場死別戲碼也賺人熱淚，分別是鄭花慧與癌逝男友的告別場景，以及鄭家老夫人一姐的逝世場景。
《花甲男孩轉大人》的最後一集是全劇收視最高的一集，也是《植劇場》系列收視最高的一集，平均收視達到4.16，有效平均收視為4.11。在該集裡最受矚目與讚譽的部分是鄭花甲在告別式上含淚念祭文，表達自己對祖母的感情的段落，部分觀眾表示該段情節彌補了自己來不及向親人道別的遺憾。阿春向一姐告別時涕淚縱橫的場景也受到讚譽，她流下的鼻涕還被譽為「金鐘鼻涕」。最後一集的後半段為花甲與阿瑋的感情線做了收尾，該段情節的收視率達到最高，為4.58。有些觀眾讚揚該段情節的浪漫氣氛，但也有部分觀眾批評嚴正嵐的假髮及女裝扮相，並希望能多加描述家族的部分，也指出了服兵役的花甲沒有剃髮等瑕疵。瞿友寧則解釋，花甲是替代役，所以不用剃髮。另外，在最後一集播出前，盧廣仲在自己的Facebook頁面上揚言，如果最後一集的收視率超過4.5，瞿友寧導演就要全裸，但因平均收視率未達而沒有兌現。
綜觀全劇，劇中充滿鄉土味和人情味的場景、資深演員和新秀的演技、大量的台語和寫實的親情糾葛都是受到矚目的亮點，不少觀眾看完後感覺該劇就像是在演自己家裡的故事，真實、細膩且令人感動，並希望能推出續作，不過因為廣受好評，接檔演出《植劇場－五味八珍的歲月》的安心亞也感到很大的壓力。中華民國文化部長鄭麗君讚揚導演的創作力，認為台灣解嚴後的世代的創作能量十分旺盛。作家鄭順聰讚揚該劇的劇情用心，相對於鄉土劇裡千篇一律的主題，該劇充滿希望。出品人童子賢認為這部戲和《通靈少女》一起為台灣電視劇打了強心針，擺脫近年來台灣電視劇只有偶像劇和長壽劇的困境。影評藍祖蔚認為比起同樣以宮廟為題材的《通靈少女》，《花甲男孩轉大人》的格局和視野更上一層，活脫脫把當代台灣社會搬到了電視上。
作家蘇俐穎認為《花甲男孩轉大人》是《植劇場》系列裡最為完整、話題性也最高的作品，劇情寫實且令觀眾易於投射情感，忠實地記錄下當代社會的風貌。作家沈政男認為《花甲男孩轉大人》把台灣鄉土劇推向更高的境界，最大的成就是建構了台灣鄉土文化與歷史的背景，對於鄉土情懷有著自信的態度和珍惜的心，這是它與民視和三立電視台製作的鄉土劇最大的差別，可稱之為「新鄉土劇」。他還指出乩童、守喪、出殯等情節幾乎不可能出現在偶像劇時段，但該劇打破了這個分界線，是電視劇中少見且成功的創新，再加上導演選角獨到，劇本引人入勝，作品才會叫好又叫座。除了讚譽，他也批評花甲與阿瑋、花明與雅婷這兩組的感情戲欠缺說服力，而結局花太多篇幅在描述愛情而非親情，可謂敗筆。新聞工作者邱祖胤評論，鄭花甲旁觀了父親和叔叔之間的爭執，卻沒有失去對家人的愛與面對未來的信心，這是故事給觀眾的啟示。評論網站「新公民議會」的寫手起行認為，即使《花甲男孩轉大人》中的台語獲得觀眾的共鳴，人們也不會因此改變對台語的態度，新聞報導仍舊把「男歌手講台語」為噱頭、台語依舊無法回歸正常地位，反而成了短暫的娛樂。
作為繁星鄉取景地的大肚區，以及劇中鄭家祖厝取景地，一所位於烏日區九德里環中路的三合院，受到劇迷朝聖的影響，增加了許多觀光客，但是過多的遊客一度造成當地居民困擾，九德里的里長建議市府應該設置指示牌，或將其規劃為觀光景點，促進觀光產業發展。根據網路溫度計利用大數據系統KEYPO關鍵引擎對2017年2月25日至同年8月23日間於各新聞媒體及社群網站上的討論進行的分析，《花甲男孩轉大人》的討論度是《植劇場》作品中最高的一部，分析方認為，這與劇組擅長進行社群行銷、使得傳播率遠高於其他作品有關。在愛奇藝台灣站於2017年1月1日至7月10日的統計中，《花甲男孩轉大人》的點擊次數超過600萬次，僅次於《極品絕配》，排名第二，而單集點擊次數超過80萬次，居台劇之冠，最後三集更是蟬聯戲劇頻道冠軍，在2017年全年度的熱門戲劇排行裡，《花甲男孩轉大人》也排名第一。愛奇藝台灣站總經理楊鳴讚揚該劇對百姓生活和社會情感的真實反映。在中國大陸影音網站豆瓣上，該劇在滿分10分中獲得9.2分的高評價。雖然在中國大陸受到歡迎，但該劇版權並沒有中國大陸買下，有消息指出可能是盧廣仲曾支持過反對海峽兩岸服務貿易協議的運動，使得中國大陸認為他具有台獨意識所導致，盧廣仲並未對此表示意見，王小棣則認為在當今的時代，影音內容可以在任何管道分享，不必急於一時。
《花甲男孩轉大人》不但捧紅了劉冠廷、江宜蓉、林意箴等新秀，讓蔡振南、海裕芬、謝盈萱、阮安妮等資深演員的知名度提升，也讓進入演藝圈多年的盧廣仲、嚴正嵐有所突破。盧廣仲因為這部戲受到更多的關注，他的支持者不再只是集中在年輕族群，而開始向長者擴散，有些民眾會以劇中名稱呼他，他也因為這部戲增加了不少歌迷，還因此擔任夏普的代言人；嚴正嵐在演出這部戲時已出道十年並演出過不少角色，瞿友寧認為她的演技自然且清新，可惜很少有人賞識，她表示在這次演出後，第一次有觀眾以劇中名稱呼她。劉冠廷在《植劇場》系列的前幾部戲中已演出多個配角，但都沒有被注意，直到演出這部戲後才廣受矚目，與劉冠廷在替代役時期同梯的演員李國毅認為他演得很好，看他演戲可以很放鬆。江宜蓉表示在演出後也有人以劇中名稱呼她，讓她認真思考是否該改名，但她認為「一輩子靠這角色也不是辦法」，所以作罷。負面批評方面，一些觀眾認為海裕芬沒有演出「鄉下感」，或認為她不像道地台南家庭裡會出現的角色。

### 獎項
2017年8月23日，電視金鐘獎公布第52屆的入圍名單，不少觀眾因為《花甲男孩轉大人》沒有入圍而感到詫異。實際上該劇並不是不受評審青睞，而是劇組預計將該劇提報至下一屆的金鐘獎。儘管沒有入圍，但該劇也成為該屆電視金鐘獎的話題，因為金鐘獎的主持人黃子佼與任家萱在主持時安排了模仿橋段，將《花甲男孩轉大人》劇中光輝與花甲互罵三分鐘的環節搬上舞台，作為典禮開場，並在表演結尾安排擔任頒獎人的盧廣仲與蔡振南登場，博得觀眾佳評。
在電視金鐘獎於2018年公布的第53屆入圍名單裡，《花甲男孩轉大人》入圍了11個獎項，包括戲劇節目獎，戲劇節目導演獎、戲劇節目編劇獎、戲劇節目新進演員獎、戲劇節目男主角獎、戲劇節目女主角獎、兩個戲劇節目男配角獎、兩個戲劇節目女配角獎以及攝影獎，入圍的獎項數量僅次於《他們在畢業的前一天爆炸2》，和《台北歌手》並列。其中，盧廣仲同時入圍了新進演員獎和男主角獎，男配角獎同時有蔡振南和劉冠廷入圍，女配角獎同時有謝盈萱和江宜蓉入圍。盧廣仲表示自己平常不看電視劇，所以不熟悉與他一起入圍的演員，在看過分析報導後，他對自己能與他們一同入圍感到榮幸。江宜蓉沒有想到自己能二度入圍，她很感謝二位導演。沒有入圍的龍劭華表示稍有遺憾，能在未來接到好角色更為重要。在得知入圍以前，蔡振南表示自己並沒有想藉這部戲獲得金鐘獎的企圖心，他表示「到這個年紀（63歲），拍戲只想開心而已。」
《花甲男孩轉大人》最終贏得第53屆金鐘獎的戲劇節目獎，盧廣仲同時拿下新進演員和男主角獎，而劉冠廷則獲得男配角獎，一共獲得四個獎項，是該屆金鐘獎的第二大贏家。評審認為，《花甲男孩轉大人》流暢地展現了台灣庶民家庭內的家族紛爭，讓平凡的角色發出耀眼的神采，達到雅俗共賞的境界。而盧廣仲雖是第一次參與戲劇演出，但表現令人驚喜。同時拿下新進演員獎和男主角獎的盧廣仲成了截至當時為止，金鐘獎史上唯一一位在同一屆裡贏得該兩個獎項的演員，也是繼柯淑勤後再於同一屆裡獲得兩個獎項的演員，這樣的結果讓一些人感到意外和不服。盧廣仲領獎時感謝原作者、劇組和評審，並謝謝瞿友寧選擇自己這位相貌並不出眾、又沒有演戲經驗的人當男主角，他以自己為例，鼓勵大家追求夢想。首次入圍就獲獎的劉冠廷在受獎時除了感謝導演和劇組，也感謝家人和女友的支持。他表示自己在低潮迷惘時遇見了這齣戲，並因此打開更寬廣的前程。在獲獎消息揭曉後，時任台中市長林佳龍在自己的Facebook頁面上分享相關訊息，表示作為取景地的台中市與有榮焉，並廣邀劇組來台中拍戲。不過龍劭華對評審的做法抱持強烈的質疑，他認為盧廣仲獲得最佳新人很了不起，但並不該得最佳男主角，並強調不是針對盧廣仲，而是針對評審。他指出讓新人獲得最佳男主角可能會讓下一部作品的導演難以提出指導或糾正，並會因此「害了這個演員一輩子」，龍劭華認為，讓盧廣仲在第一部作品就「當上戲王」不見得是好事。
除金鐘獎肯定外，《花甲男孩轉大人》還獲得2018年東京國際戲劇節的「最佳海外作品特別賞」，是第一部獲得該獎項的台灣戲劇，主辦方邀請瞿友寧和嚴正嵐赴日受獎。瞿友寧對此十分開心，他表示入圍證明了作品想傳達的家庭價值及自我肯定的價值鼓舞了每一個人，更跨越了語言和地區的隔閡，嚴正嵐聞訊後表示自己很期待也很興奮。

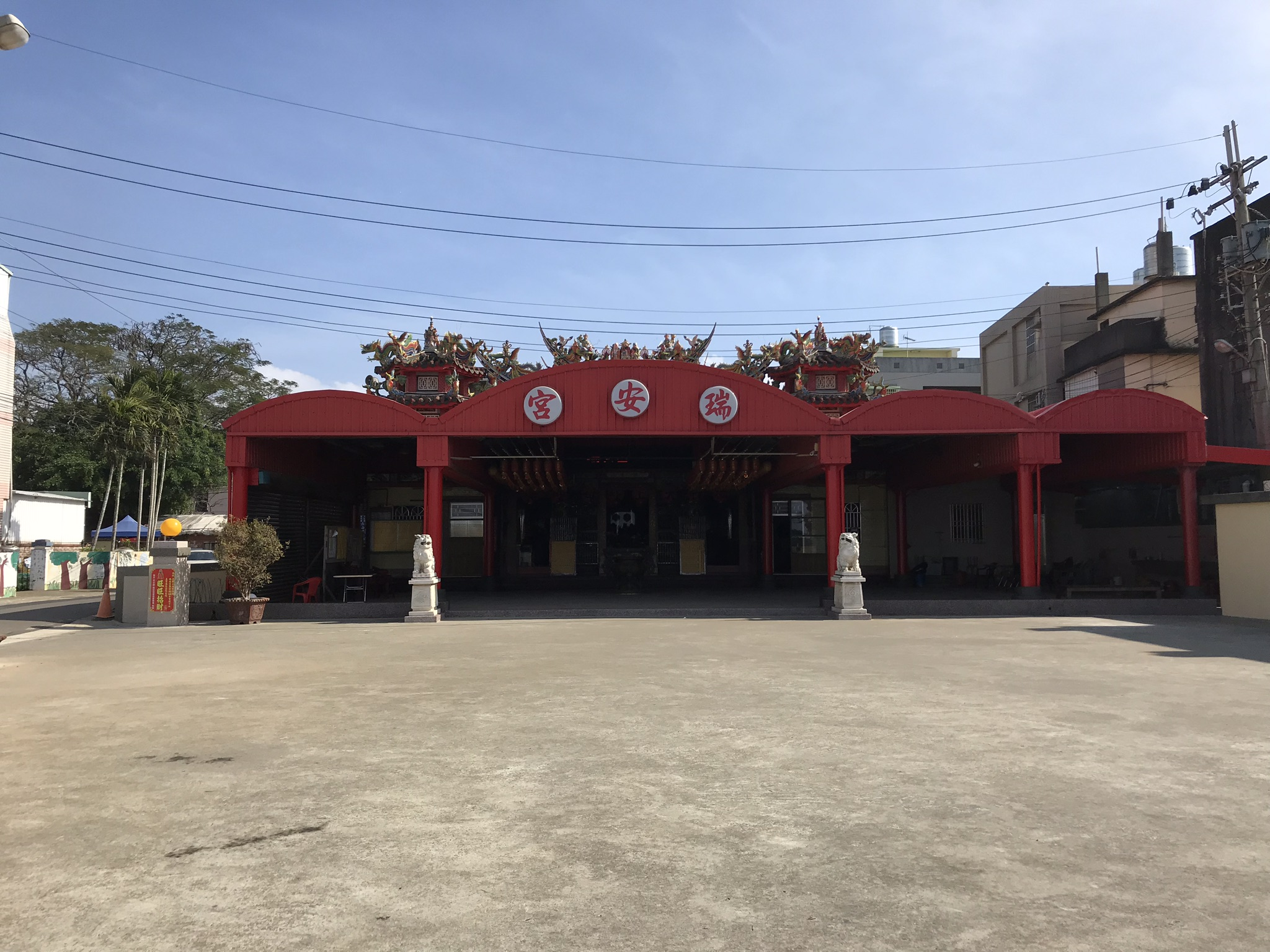
場景之一的大肚瑞安宮。

| 年度 | 大獎         | 獎項               | 入圍者                       | 結果 |
| ---- | ------------ | ------------------ | ---------------------------- | ---- |
| 2018 | 東京電視獎   | 海外作品特別賞     | 海外作品特別賞               | 獲獎 |
| 2018 | 第53屆金鐘獎 | 戲劇節目獎         | 戲劇節目獎                   | 獲獎 |
| 2018 | 第53屆金鐘獎 | 戲劇節目導演獎     | 瞿友寧、李青蓉               | 入圍 |
| 2018 | 第53屆金鐘獎 | 戲劇節目編劇獎     | 楊璧瑩、詹俊傑、吳翰、楊富閔 | 入圍 |
| 2018 | 第53屆金鐘獎 | 戲劇節目新進演員獎 | 盧廣仲                       | 獲獎 |
| 2018 | 第53屆金鐘獎 | 戲劇節目男主角獎   | 盧廣仲                       | 獲獎 |
| 2018 | 第53屆金鐘獎 | 戲劇節目女主角獎   | 嚴正嵐                       | 入圍 |
| 2018 | 第53屆金鐘獎 | 戲劇節目男配角獎   | 劉冠廷                       | 獲獎 |
| 2018 | 第53屆金鐘獎 | 戲劇節目男配角獎   | 蔡振南                       | 入圍 |
| 2018 | 第53屆金鐘獎 | 戲劇節目女配角獎   | 江宜蓉                       | 入圍 |
| 2018 | 第53屆金鐘獎 | 戲劇節目女配角獎   | 謝盈萱                       | 入圍 |
| 2018 | 第53屆金鐘獎 | 攝影獎             | 林正忠、劉芸后、楊豐銘       | 入圍 |

## 電影
在《花甲男孩轉大人》取得收視佳績後，劇組決定著手將其改編為電影，安排在春節檔期播出，這也是《植劇場》系列裡唯一一部拍攝電影的作品。電影名為《花甲大人轉男孩》，主題與電視劇同樣強調「家」的重要性，主要角色的造型和關係都有別於電視劇。故事描述花甲與阿瑋交往後，因為遭遇危機而找家族幫忙，卻意外穿越時空，回到2003年的經過。電影在2017年10月底開拍，2018年2月9日上映，票房超過1億新台幣。

## 漫畫
與其他《植劇場》系列作品相同，《花甲男孩轉大人》也改編成漫畫作品，同名漫畫由陳繭繪製。陳繭在參照了原著和電視劇劇本後著手創作，但他開始創作時並不知道主角由盧廣仲飾演，在電視劇播出後也沒有看電視劇，因為他擔憂會因此影響到靈感。漫畫劇情描述鄭花甲接下乩童的緣由，就故事順序而言相當於電視劇的前傳，但部分角色的情節和電視劇並不一致，並因為篇幅限制而有不少刪減和更改。

## 外部連結
- 在Netflix上觀看《植劇場—花甲男孩轉大人》
- 植劇場—花甲男孩轉大人的Facebook專頁
- 官方网站－台視
- 互联网电影数据库（IMDb）上《花甲男孩轉大人》的资料（英文）